# Forenede Nationer
 "FN" omdirigeres hertil. For andre betydninger af FN, se FN (flertydig).
Forenede Nationer (forkortes FN) er en verdensorganisation, der blev dannet efter 2. verdenskrig den 24. oktober 1945 af 51 stater, bl.a. Danmark. Der er i dag (Februar, 2023) 193 medlemsstater i FN. Organisationen har til formål at bevare den internationale fred og sikkerhed, samt skabe et forum for internationalt samarbejde og fremme skabelsen af venligsindede relationer nationer i mellem. FN afløste Folkeforbundet (1920-1946), som var blevet etableret efter første verdenskrig ved "Del I" i Versailles-traktaten.
FN består af seks hovedorganer: FN's generalforsamling, FN's sikkerhedsråd, FN's økonomiske og sociale råd, Den Internationale Domstol, FN's forvaltningsråd og afslutningsvis FN-sekretariatet. Endvidere består FN af en række forskellige specialorganisationer/-organer, som varetager – et stadigt stigende antal – forskelligartede opgaver, der alle sorterer under FN. Således spiller FN i dag også en vigtig rolle i international udviklingspolitik, miljøsamarbejde, kampen for menneskerettighederne, international samfærdsel mm. Eksempelvis kan det nævnes, at FN's generalforsamling d. 10. december 1948 vedtog FN's Verdenserklæring om Menneskerettighederne (også kendt som Resolution 217), ligesom Parisaftalen er en aftale inden for FN’s klimakonvention UNFCCC.

## Baggrund
Folkeforbundet var med sin stiftelse i 1920 – umiddelbart efter første verdenskrig ved 'Del I' i Versailles-traktaten – blevet den første international organisation, hvis hovedformål var at opretholde verdensfreden. Folkeforbundets manglende evne til at hævde sin myndighed medførte, at organisation i løbet af 1930'erne blev stadig mere svækket. I denne periode så organisationen, at lande såsom Japan (i 1933), Tyskland (i 1933) og Italien (i 1937) alle meldte sig ud, som en direkte konsekvens af forskellige internationale kriser og kontroverser. Da anden verdenskrig brød ud i Europa i 1939 begyndte Folkeforbundet for alvor at falde fra hinanden. Dels blev flere af medlemslandene besat af Tyskland, heriblandt bl.a. Danmark, Norge, Holland, Belgien og Frankrig. Dertil kom, at Schweiz ikke længere ønskede, at Folkeforbundet skulle afholde deres møder i Geneve – som ellers tidligere havde været praksissen – da landet var bange for, at det ville provokere Tyskland, der opfattede Folkeforbundet som en af De Allieredes organisationer.

## Struktur
FN-systemet består af fem hovedorganer FN's generalforsamling, FN's sikkerhedsråd, FN's økonomiske og sociale råd, Den Internationale Domstol og afslutningsvis FN-sekretariatet. FN består formelt også af et sjette hovedorgan, FN's forvaltningsråd, men dette organs operationer blev suspenderet d. 1. november 1994, idet Palau  – som var det sidste ikke-selvstyrende territorium under FN forvaltning – opnåede sin uafhængighed. Fire af de fem hovedorganer hører til i FN's hovedkvarter i New York City, mens det sidste hovedorgan, Den Internationale Domstol, er placeret i Haag, Holland. 
Under de seks hovedorganer er placeret en række organisationer og enheder, der dog næsten opererer selvstændigt fra FN. Disse organisationer og enheder inkluderer en række specialorganisationer, forsknings- og uddannelsesinstitutioner, programmer og fonde og andre FN-enheder.
FN har seks officielle sprog, der bruges i mellemstatslige møder og dokumenter. Disse sprog er: arabisk, kinesisk, engelsk, fransk, russisk og spansk.

### FN's hovedorganer
Nedenfor er gengivet en kort beskrivelse af de seks hovedorganers ansvarsområder og formål.

#### FN's generalforsamling
Generalforsamlingen er det eneste organ, hvor alle medlemsstaterne er ligeligt repræsenteret. FN's generalforsamlings beføjelser består i at overse FN's budget, udnævne ikke-permanente medlemmer til FN's sikkerhedsråd, udnævne FN's generalsekretær og modtage rapporter fra andre dele af FN. Afslutningsvis har FN's generalforsamling mulighed for at udstede anbefalinger – i form af resolutioner – rettet mod andre medlemsstater og/eller FN's sikkerhedsråd, som adresserer spørgsmål om international fred og sikkerhed. FN's generalforsamling har også etableret en række special-organer med tilknytning til netop generalforsamlingen.

#### FN's sikkerhedsråd
Sikkerhedsrådet består af femten medlemmer, hvoraf fem af disse er permanente medlemmer – USA, Rusland, Storbritannien, Frankrig og Kina – mens de resterende ti medlemmer er valgt for en toårig periode. FN's sikkerhedsråd har til opgave at sikre den internationale fred og sikkerhed. Sikkerhedsrådet kan anbefale, at generalforsamlingen accepterer nye FN-medlemmer og godkende ændringer til FN's vedtægter. Endvidere har sikkerhedsrådet beføjelser til at etablere fredsbevarende operationer og international sanktion, ligesom  sikkerhedsrådet kan godkende militære aktioner – gennem resolutioner. Sikkerhedsrådet er det eneste FN-organ, der kan udstede bindende resolutioner til FN's medlemsstater. 

## Generalsekretær
Organisationen ledes af sekretariatet med generalsekretæren som leder. Denne er ikke blot leder af administrationen, men har også mulighed for at spille en politisk rolle for eksempel ved at henlede sikkerhedsrådets opmærksomhed på forhold, som efter hans mening kan true opretholdelsen af mellemfolkelig fred og sikkerhed. Den tidligere premierminister i Portugal og tidligere flygtningehøjkommissær, António Guterres, er FN's generalsekretær siden januar 2017.

### FN's generalsekretærer
- Sir Gladwyn Jebb (Storbritannien), fungerende, 1945 til 1946.
- Trygve Lie (Norge), februar 1946 til sin afgang i november 1952.
- Dag Hammarskjöld (Sverige), april 1953 til sin død i et flystyrt i Nordrhodesia (nu Zambia) i september 1961.
- U Thant (Burma, nu Myanmar), fungerende i perioden efter Hammarskjöld og officielt udnævnt fra november 1962 til december 1971.
- Kurt Waldheim (Østrig), januar 1972 til det kinesiske veto ved hans tredje periode i december 1981.
- Javier Pérez de Cuéllar (Peru), januar 1982 til december 1991.
- Boutros Boutros-Ghali (Egypten), januar 1992 til december 1996.
- Kofi Annan (Ghana), januar 1997 til december 2006.
- Ban Ki-moon (Sydkorea), januar 2007 til december 2016.
- António Guterres (Portugal), januar 2017 til i dag.

## Hovedorganer
FN er bygget på seks hovedorganer:
- FN's generalforsamling
- FN's sikkerhedsråd
- FN's økonomiske og sociale råd
- FN's forvaltningsråd (suspenderet)
- FN-sekretariatet
- Den internationale domstol

## FN's 2015-mål
På FN's Millennium-topmøde i New York fra den 6.-8. september 2000 vedtog verdens stats- og regeringsledere en erklæring, 
De Forenede Nationers Årtusindeerklæring.
Denne førte frem til en række konkrete mål, FN's 2015-mål, om at bekæmpe fattigdom, sult, sygdomme, analfabetisme og diskrimination af piger og kvinder inden år 2015. FN's Udviklingsprogram UNDP, er ansvarlig for at gøre løbende status over opfyldelsen af 2015-målene, der er blevet et væsentligt pejlemærke og redskab for udviklingsarbejdet i både lande og nationale såvel som internationale organisationer.

## FN-dagen
FN-dagen har været fejret 24. oktober hvert eneste år siden 1948. Dagen markeres over hele jorden med møder, diskussioner og udstillinger om FNs arbejde og mål.

## Organisationer under FN
- FN's Udviklingsprogram (UNDP)
- Den internationale arbejdsorganisation (ILO)
- FN's befolkningsfond (UNFPA)
- FN's børnefond (UNICEF)
- Det Internationale Atomenergiagentur (IAEA)
- FN's højkommissær for flygtninge (UNHCR)
- Den internationale straffedomstol (ICC)
- Den internationale domstol (ICJ)
- FN's organisation for ernæring og landbrug (FAO)
- FN's konference for handel og udvikling (UNCTAD)
- FN's AIDS-program (UNAIDS)
- FN's urbanisering program (UNCHS)
- FN's kontor for narkotikakontrol og kriminalitetsbekæmpelse (UNODC)
- FN's organisation for uddannelse, videnskab og kultur (UNESCO)
- FN's miljøprogram (UNEP)
- FN's hjælpeorganisation for Palæstinaflygtninge (UNRWA)
- FN's Verdens Turistorganisation (UNWTO)
- Verdenssundhedsorganisationen (WHO)
- Verdensfødevareprogrammet (WFP)
- Den Internationale luftfartsorganisation (ICAO)

## FN's flag
FN's flag har en blå baggrund med en jordklode, set fra Nordpolen, der symboliserer alle verdens mennesker. Jordkloden er omsluttet af olivengrene, der symboliserer fred. Flaget blev taget i brug 20. oktober 1947.

## FN's fredsbevarende styrker
FN fredsbevarende styrker sendes til områder, hvor væbnede konflikter slutter for at sikre, at de fredsaftaler der er underskrevet følges og for at forhindre at nye konflikter bliver udløst af oprørere. Hvilken fredsbevarende operation der bør påbegyndes, samt dennes størrelse og mandat, bestemmer FNs Sikkerhedsråd. De fleste operationer har et mandat til omkring seks måneder, men kan forlænges. Medlemslandende opfordres af generalsekretæren til at give besætningen, da FN ikke har sin egen hær.
FN fredsbevarende styrker modtog Nobelprisen i 1988. I 2001 vandt Forenede Nationer og generalsekretær Kofi Annan Nobels fredspris "for hans arbejde for en bedre organiseret og mere fredelig verden." 
Den 31. december 2007 var 83.854 FN-tropper, militære observatører og civile politifolk i FN tjeneste rundt om i verden. Hvis man inkluderer civilt-, internationalt-, og lokalt personel er tallet 104.146. Fra begyndelsen, i 1948, og frem til december 2007 er 2.420 mennesker døde i løbet af indsatsen for fredsbevarende projekter.
Generalforsamlingen godkender budgetter ved hver fredsbevarende operation. Omkostningerne fordeles mellem medlemsstaterne, som beregnes og fastsættes af generalforsamlingen. 

## Medlemslande
I alt er der 193 medlemslande i FN. Palæstina og Vatikanstaten har observatørstatus som ikke-medlemsstater.
| Indtrædelsesår | Nationer |
| 1945           | Argentina, Australien, Belgien, Bolivia, Brasilien, Canada, Chile, Colombia, Costa Rica, Cuba, Danmark, Dominikanske Republik, Ecuador, Egypten, El Salvador, Etiopien, Filippinerne, Frankrig, Grækenland, Guatemala, Haiti, Holland, Honduras, Hviderusland (Belarus), Indien, Irak, Iran, Republikken Kina (Taiwan), Libanon, Liberia, Luxembourg, Mexico, New Zealand, Nicaragua, Norge, Panama, Paraguay, Peru, Polen, Rusland, Saudi Arabien, Storbritannien, Sydafrika, Syrien, Tyrkiet, Ukraine, Uruguay, USA, Venezuela |
| 1946           | Afghanistan, Island, Sverige, Thailand |
| 1947           | Pakistan, Yemen |
| 1948           | Myanmar (tidl. Burma) |
| 1949           | Israel |
| 1950           | Indonesien |
| 1955           | Albanien, Bulgarien, Cambodia, Finland, Irland, Italien, Jordan, Laos, Libyen, Nepal, Portugal, Rumænien, Spanien, Sri Lanka, Ungarn, Østrig |
| 1956           | Japan, Marokko, Sudan, Tunesien |
| 1957           | Ghana, Malaysia |
| 1958           | Guinea |
| 1960           | Benin, Burkina Faso, Cameroun, Centralafrikanske Republik, Congo, Demokratiske Republik Congo (tidl. Zaire), Cypern, Elfenbenskysten, Gabon, Madagaskar, Mali, Niger, Nigeria, Senegal, Somalia, Tchad, Togo |
| 1961           | Mauretanien, Mongoliet, Sierra Leone, Tanzania |
| 1962           | Algeriet, Burundi, Jamaica, Rwanda, Trinidad, Tobago, Uganda |
| 1963           | Kenya, Kuwait |
| 1964           | Malawi, Malta, Zambia |
| 1965           | Gambia, Maldiverne, Singapore |
| 1966           | Barbados, Botswana, Guyana, Lesotho |
| 1968           | Mauritius, Swaziland, Ækvatorial Guinea |
| 1970           | Fiji |
| 1971           | Bahrain, Bhutan, Forenede Arabiske Emirater, Oman, Qatar, Kina overtager Taiwans plads efter afstemning |
| 1973           | Bahamas, Tyskland |
| 1974           | Bangladesh, Grenada, Guinea-Bissau |
| 1975           | Comorerne, Kap Verde, Mozambique, Papua Ny Guinea, São Tomé Principe, Surinam |
| 1976           | Angola, Samoa, Seychellerne |
| 1977           | Djibouti, Vietnam |
| 1978           | Dominica, Salomon-øerne |
| 1979           | St. Lucia |
| 1980           | Saint Vincent og Grenadinerne, Zimbabwe |
| 1981           | Antigua og Barbuda, Belize, Vanuatu |
| 1983           | Saint Kitts og Nevis |
| 1984           | Brunei Darussalam |
| 1990           | Liechtenstein, Namibia |
| 1991           | Estland, Letland, Litauen, Marshall-øerne, Mikronesien, Nordkorea, Sydkorea |
| 1992           | Armenien, Aserbajdsjan, Bosnien-Hercegovina, Georgien, Kasakhstan, Kirgisistan, Kroatien, Moldova, San Marino, Slovenien, Tadsjikistan, Turkmenistan, Usbekistan |
| 1993           | Andorra, Eritrea, Makedonien, Monaco, Slovakiet, Tjekkiet |
| 1994           | Palau |
| 1999           | Kiribati, Nauru, Tonga |
| 2000           | Tuvalu |
| 2002           | Schweiz, Østtimor |
| 2006           | Montenegro, Serbien |
| 2011           | Sydsudan |